# Peso hondureño
El peso fue la moneda de Honduras entre 1862 y 1931.

## Historia
El peso reemplazó al real a una tasa de 1 peso = 8 reales. Inicialmente, el peso se dividía en 8 reales. En 1871, la moneda adquirió el factor decimal, dando lugar a que el peso se divida en 100 centavos. El peso fue reemplazado en 1931 por el lempira.

## Monedas y billetes
Las primeras monedas, fueron elaboradas mediante lo ordenado en el Decreto 21 de fecha 23 de mayo de 1862, eran provisionalmente de cobre con relación al peso y a la pieza de una onza castellana, las denominaciones eran 1, 2, 4 y 8 pesos. Después, entre 1869 y 1871 eran de cupro-níquel en las denominaciones de ⅛, ¼, ½ y 1 real.
También había monedas de plata con denominaciones de 5, 10, 25 y 50 centavos y monedas de oro de 1 peso que se introdujeron en 1871, tras la adquisición del factor decimal.

## Billetes
El Banco Centro-Americano comenzó la producción del billete en 1888, seguido por el gobierno de Honduras en 1889. El Banco de Honduras la primera entidad bancaria privada del país fue el facultativo para la emisión de los billetes o papel moneda, seguidamente lo fue el Banco Atlántida (otro banco privado) y fundado en 1913 quien hizo el primer papel moneda oficial de la nación, después otros bancos emitieron diversos tipos de papel moneda. Las denominaciones oscilaron entre 50 centavos y 100 pesos.